# NGC 4086
NGC 4086 é uma galáxia lenticular (S0) localizada na direcção da constelação de Coma Berenices. Possui uma declinação de +20° 14' 50" e uma ascensão recta de 12 horas, 05 minutos e 29,3 segundos.
A galáxia NGC 4086 foi descoberta em 2 de Maio de 1864 por Heinrich Louis d'Arrest.